# موج مرده
موج مرده فیلمی ایرانی محصول ۱۳۷۹ به نویسندگی و کارگردانی ابراهیم حاتمی کیا است.

## خلاصه داستان
سردار مرتضی راشد از فرماندهان نیروی دریایی که در آستانه بازنشستگی قرار دارد، درصدد گرفتن انتقام از ناو آمریکایی یواس‌اس وینسنس می‌باشد. حبیب فرزند وی که بعلت دوری از پدر در دوران جنگ و کمبود محبت پدری روحیاتی متفاوت با پدرش دارد و در حین فرار از مرز آبی کشور به همراه دختری محلی به اسم سلما توسط گارد ساحلی دستگیر می‌شود و پدرش او را جهت تنبیه به کشتی سوخته میان دریا منتقل می‌کند. فاطمه (همسر مرتضی) که به همراه سلما برای یافتن حبیب راهی کشتی شده بودند گرفتار طوفان می‌شوند که البته با نجات آن‌ها توسط نیروهای آمریکایی احتمال زنده بودن فاطمه و سلما قطعی می‌شود. راشد و یگان عملیاتی‌اش که در شب آخر تصدی وی به‌طور پنهانی قصد حمله به ناو ونیسنس را داشتند توسط نیروهای نفوذی از جمله عبدالله (برادر فاطمه) متوقف شده و عبدالله فرمانده پایگاه می‌شود. راشد که خود را در انجام عملیات تنها می‌بیند برای گرفتن انتقام با قایق حمله‌ور می‌شود.

## بازیگران
- پرویز پرستویی در نقش سردار مرتضی راشد
- آزیتا حاجیان در نقش فاطمه
- قاسم زارع در نقش عبدالله
- کامبیز کاشفی در نقش حبیب
- پوپک گلدره در نقش سلما
- محمد ناظری در نقش خودش[۴]

## فیلمنامه
فیلمنامه این فیلم تحت عنوان کتابی به نام موج مرده: از ایده تا در سال ۱۳۷۹ به کوشش سعید عقیقی و توسط نشر فرهنگ کاوش منتشر شد. دو روایت دیگر این فیلمنامه به نام‌های مثلث و خان هشتم همراه با فیلمنامه کلیپ کوتاه میانه فیلم، دون‌کیشوت به انضمام یادداشت‌های ابراهیم حاتمی‌کیا در میانه رسیدن به طرح این فیلمنامه در این کتاب منتشر شده‌اند.